# Metcalfiella unicolor
Metcalfiella unicolor är en insektsart som beskrevs av Fowler 1894. Metcalfiella unicolor ingår i släktet Metcalfiella och familjen hornstritar. Inga underarter finns listade i Catalogue of Life.